# Río Verdugo
El río Verdugo es un río del noroeste de la península ibérica que discurre por las provincias de Pontevedra y Orense, en Galicia, España. Su desembocadura se sitúa en el municipio de Pontevedra en la parroquia de Puente Sampayo, en el fondo de la ría de Vigo.

## Recorrido
El río Verdugo nace a 760 m de altura en la aldea de Cernadelo, situada en la ladera de Outeiro Grande, en el término municipal de Forcarey.
Sus primeros 900 m de recorrido discurren por el término de Forcarey, en dirección sursudoeste, alcanzando la frontera con la provincia de Orense, entrando en el término de Beariz, por el que discurre durante poco más de 1 km, volviendo luego a la provincia de Pontevedra, esta vez en el ayuntamiento de La Lama.
A medida que se adentra en La Lama el cauce se desvía hacia el oeste, siguiendo la ladera de la sierra del Suído y alejándose de esta. A medida que desciende, el recorrido del río se va encajonando progresivamente, completando la mayor parte de su recorrido, de 41 km, por profundos valles en V.
Desemboca en Puente Sampayo, en el municipio de Pontevedra, en la ría de Vigo.
Su afluente principal es el río Oitavén, que se le une por la izquierda, en Ponte Canal, que desarrolla un curso de similar longitud al del Verdugo, desde su nacimiento hasta su confluencia (32 km). De modo que se habla del sistema Verdugo-Oitavén, el curso común es de 7 km, pero se debe de tener en cuenta que el caudal del Oitavén es superior.
El tamaño total de la cuenca es de 323 km² (177 km² corresponden a la cuenca del Oitavén). El caudal absoluto del Verdugo en la desembocadura es de 17 m³/s, el del Oitavén, antes de la confluencia, alcanza los 10'5 m³/s.

## Régimen
El río Verdugo y sus afluentes son ríos de régimen pluvial. Las precipitaciones medias en su cuenca alcanzan los 1884 mm anuales.